# Ole Skouboe
Ole Skouboe (ur. 6 września 1949 w Gjørup) – duński piłkarz występujący na pozycji pomocnika. Trener piłkarski.

## Kariera klubowa
Skouboe karierę rozpoczynał w sezonie 1970 w pierwszoligowym zespole Horsens fS. W debiutanckim sezonie spadł z nim do drugiej ligi. W 1973 roku został graczem pierwszoligowego Hvidovre IF i w sezonie 1973 zdobył z nim mistrzostwo Danii. W następnym spadł jednak do drugiej ligi. W 1976 roku odszedł do szwedzkiego drugoligowca, Helsingborgs IF. Jego barwy reprezentował przez dwa sezony.
W 1977 roku Skouboe przeszedł do greckiego Arisu Saloniki. W sezonie 1979/1980 wywalczył z nim wicemistrzostwo Grecji. Zawodnikiem Arisu był przez trzy sezony. Następnie występował w amerykańskim Houston Hurricane, duńskich drugoligowcach Kolding IF, Vejle BK oraz IK Skovbakken, a także amerykańskim Fort Lauderdale Strikers.
W 1982 roku Skouboe przeniósł się na Wyspy Owcze, gdzie został grającym trenerem zespołu HB Tórshavn. W sezonie 1982 zdobył z nim mistrzostwo Wysp Owczych oraz Puchar Wysp Owczych. W 1983 roku wrócił do Arisu Saloniki i spędził tam sezon 1983/1984. Potem grał jeszcze w Hvidovre IF, gdzie w 1984 roku zakończył karierę.

## Kariera reprezentacyjna
W reprezentacji Danii Skouboe zadebiutował 29 września 1973 w wygranym 1:0 meczu Mistrzostw Nordyckich z Norwegią. W latach 1973–1980 w drużynie narodowej rozegrał 6 spotkań.